# Sparkasse Mühlviertel-West
Die Sparkasse Mühlviertel-West Bank AG ist ein oberösterreichisches Bankunternehmen mit Sitz in Rohrbach-Berg.

## Gründungsgeschichte
Ende April 1856 beschloss die Marktgemeinde Rohrbach eine Sparkasse gründen zu wollen. Es sollte eine Bezirkskasse unter Einschluss der Orte Aigen, Haslach und Lembach sein. Ende Juni des folgenden Jahres übernahm die Gemeinde die Haftung und bildete einen Garantiefonds. Doch das Bezirksamt beendete Mitte Juli 1860 seine Vorarbeiten für eine Sparkassengründung wegen der Konkurrenzsituation, die durch eine inzwischen gegründete Waisenkasse entstanden war. 1868 erfolgte durch den Bürgermeister eine Wiederaufnahme der Bemühungen zu einer Sparkassengründung. Mitte März übernahm die Gemeinde erneut die Haftung in der Höhe von 6.000 Gulden, der Statutenentwurf wurde abgesegnet. Anfang April erfolgte unter diesen Voraussetzungen eine Eingabe beim Bezirksamt. Ende Oktober erhielten die Statuten und die Errichtung den behördlichen Sanktus, Anfang Februar 1869 wurde eröffnet.

## Bauliche Entwicklung der Hauptanstalt
Die 1869 bezogenen Räume erwiesen sich nach einigen Jahren als zu klein und daher zog die Sparkasse 1877 in das Rathaus in die damalige Gemeindekanzlei um. Schon zehn Jahre später erwiesen sich auch diese zugewiesenen Räume als zu klein, sodass 1887 der Ankauf des Hauses Nr. 11 (heute Stadtplatz 24) um 24.000 Gulden erfolgte. 1912 wurde das Haus Nr. 10 (heute Stadtplatz 23) dazugekauft. Im Zweiten Weltkrieg lag das Sparkassengebäude unter Beschuss und erlitt schwere Schäden. Mit dem 1952 erfolgten Umbau und den gleichzeitig durchgeführten Modernisierungen konnten die Beschädigungen endgültig beseitigt werden. 1959 wurde das Gebäude am Stadtplatz 24 neu- und 1975 umgebaut. Seit Mitte der 80er Jahre finden laufende Umbauten und Adaptierungen statt.

## Gründungsgedanke und Gemeinnützigkeit
Aus ihrer Geschichte und ihrem Selbstverständnis heraus ist die Sparkasse Mühlviertel-West tief in der Region verankert. Für die Sparkasse Mühlviertel-West Bank AG mit der Erste Bank Österreich an der Spitze des Sparkassensektors stehen die Wünsche und Bedürfnisse der Kunden im Mittelpunkt.
Die Sparkasse Mühlviertel-West unterstützt gezielt im kulturellen und sozialen Umfeld. Diese Aktivitäten werden durch hohes Engagement im Bereich der ehrenamtlichen Vereine ergänzt. Viele Mitarbeiter der Sparkasse sind auch in ihrer Freizeit in gemeinwohlorientierten Vereinen oder Projekten integriert.

## Heimmarkt: Das Mühlviertel
Die Bezirke Rohrbach und Urfahr-Umgebung zählen zum Kern-Einzugsgebiet.
Die Sparkasse ist die größte rechtlich selbständige Regionalbank im Mühlviertel.